# Pharaon magazine
Pharaon magazine est un magazine bimestriel créé en été 2001 par François Tonic (rédacteur en chef de 2001 à 2008, 2009-) sous le nom de Toutankhamon magazine. Il est racheté par les éditions Neptune au printemps 2002. La rédactrice en chef fut Milena Perraud d'août 2008 à février 2009. Il a changé de nom au printemps 2010 pour devenir Pharaon Magazine. Le magazine a été racheté par les éditions Nefer-IT, qui édite aussi Programmez!. François Tonic reste le rédacteur en chef. 
Le magazine est trimestriel (quatre numéros par an).
Premier magazine grand public français sur l'Égypte ancienne, Pharaon magazine aborde l'ensemble des thèmes de l'Égypte des pharaons : l'écriture, les pharaons, les guerres, les monuments, les grandes reines. 
Étant le premier magazine grand public français sur l'Égypte ancienne il est devenu une référence pour de nombreux amateurs, et a même adopté une nouvelle formule depuis le no 38 (avril/mai 2008).